# فرناندو سان إيسيدرو
فرناندو سان إيسيدرو (بالإسبانية: Fernando San Isidro)‏ هو مصارع رياضي إسباني، ولد في 1951.

## وصلات خارجية
- فرناندو سان إيسيدرو على موقع أوليمبيديا (الإنجليزية)